# Märwil
Märwil (toponimo tedesco) è una frazione del comune svizzero di Affeltrangen, nel Canton Turgovia (distretto di Weinfelden).

## Storia

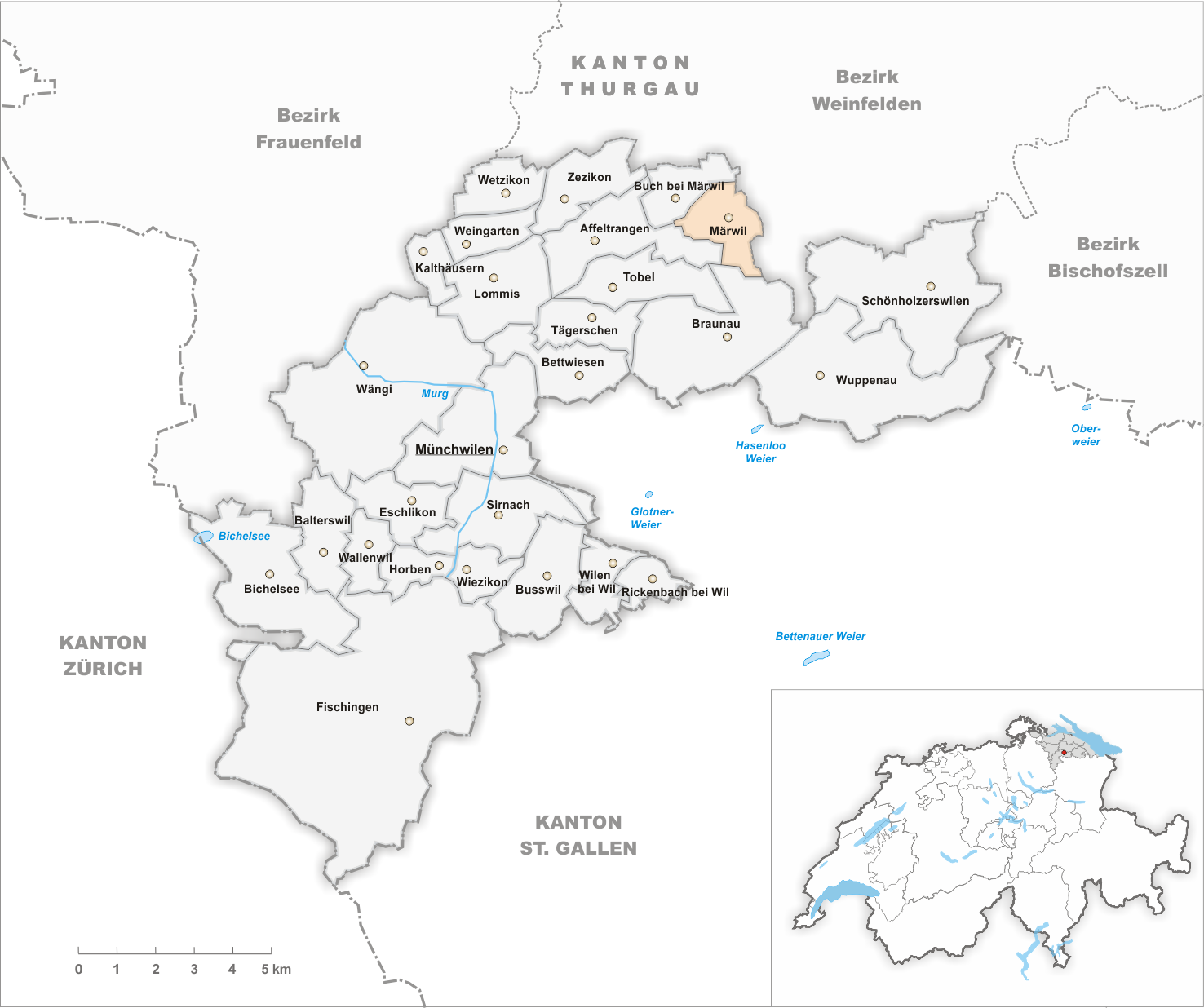
Il territorio del comune di Märwil prima degli accorpamenti comunali del 1995

Già comune autonomo (Ortsgemeinde) dal quale nel 1819 fu scorprorata la località di Buch bei Märwil (divenuta comune autonomo), che apparteneva al distretto di Münchwilen e che comprendeva anche le frazioni di Breite, Ghürst, Himmenreich e Langnau, nel 1995 è stato aggregato al comune di Affeltrangen assieme agli altri comuni soppressi di Buch bei Märwil e Zezikon.

## Monumenti e luoghi d'interesse

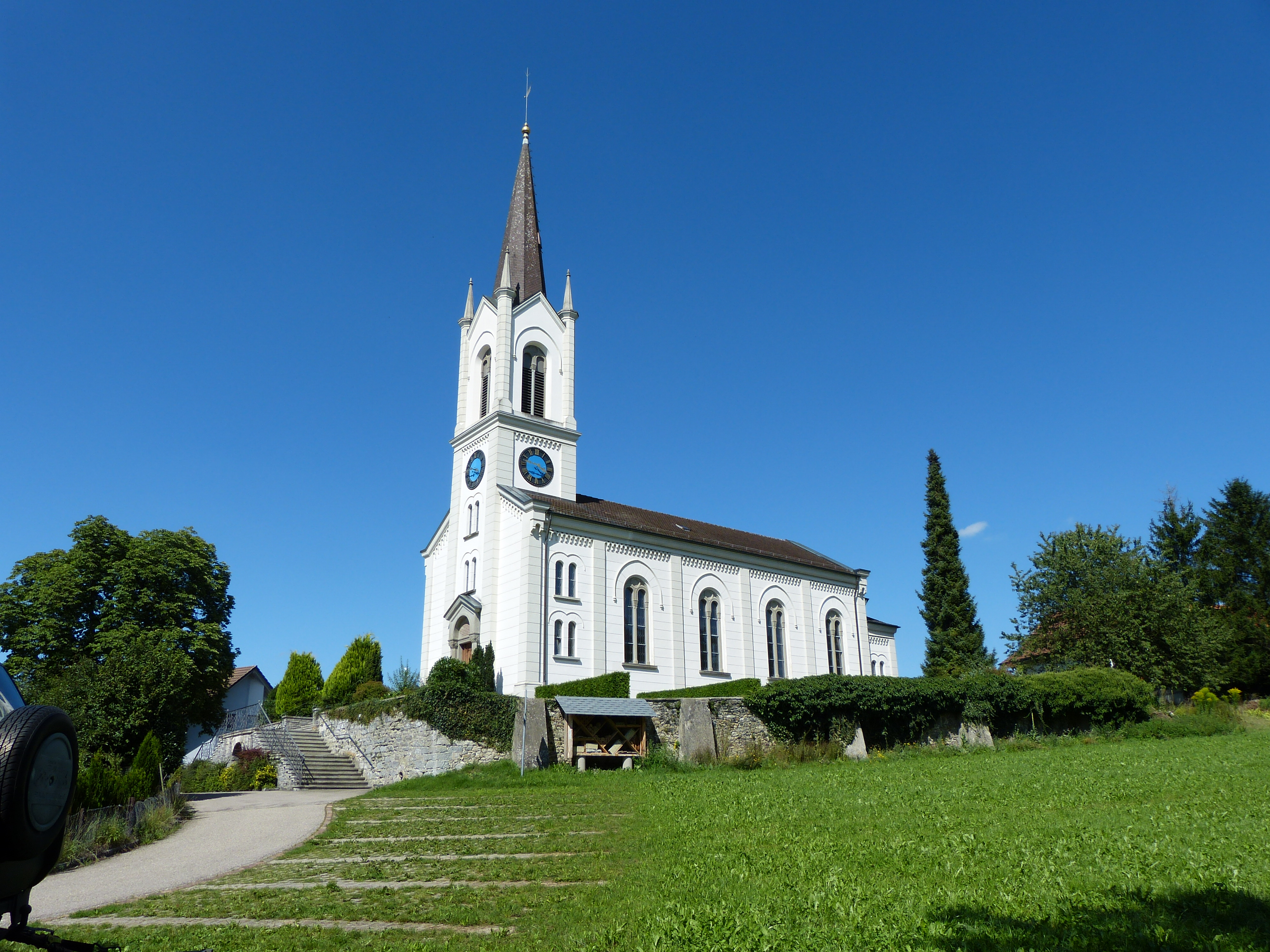
La chiesa riformata

- Chiesa riformata, già chiesa cattolica dei Santi Giorgio e Maria Maddalena, attestata dal 1216[1].

## Società

### Evoluzione demografica
L'evoluzione demografica è riportata nella seguente tabella:
Abitanti censiti

## Amministrazione
Ogni famiglia originaria del luogo fa parte del cosiddetto comune patriziale e ha la responsabilità della manutenzione di ogni bene ricadente all'interno dei confini della frazione.

## Infrastrutture e trasporti
È servito dall'omonima stazione sulla ferrovia Mittelthurgaubahn.